# 邱志明
邱志明（1961年12月23日—），山东临沂人，舰载武器系统与运用工程知名专家，中国工程院院士。

## 履历[1]
- 1978年，考入海军工程大学。[2]
- 2005年，于北京理工大学获取工学博士学位。
- 2015年，当选中国工程院院士。